# Остін Роджерс
О́стін Ро́джерс (англ. Austin Rogers; 10 серпня 1995, Портленд, США) — американський футболіст, воротар. Відомий перш за все завдяки виступам у албанській «Бесі» та монгольському «Баянголі».

## Життєпис
Остін Роджерс народився в Портленді в родині колишнього футболіста «Портленд Тімберс» Гленна Роджерса. Займався футболом у команді «Істсайд Юнайтед». У 2015 році спробував закріпитися у грецькому клубі ПАОК, проте не оглядини вийшли невдалими. Повернувшись до США, уклав угоду з аматорським клубом «Кіцап Пумас». Згодом здійснив невдалу спробу перебратися до Австрії.
У 2016 році захищав кольори албанського клубу «Беса», що виступав у місцевій першій лізі. У першій же грі за нову команду Роджерсу вдалося парирувати одинадцятиметровий удар. У травні того ж року контракт було розірвано за згодою сторін і американський голкіпер опинився у монгольському клубі «Баянгол». За короткий час зарекомендував себе одним з провідних голкіперів чемпіонату Монголії.
Взимку 2017 року приїхав на оглядини до білоцерківського клубу «Арсенал-Київщина», у складі якого брав участь у Меморіалі Макарова, однак до підписання контракту справа так і не дійшла.

## Цікаві факти
- Свою кандидатуру керівництву «Арсенал-Київщина» Роджерс самотужки запропонував у мережі Facebook.
- Під час перегляду у білоцерківському клубі помилково називався ЗМІ першим американцем в українському футболі. Насправді, першим був Луїс Бербарі, що захищав кольори «Ворскли» у 1995—1996 роках.